# Friedrichshafen FF.54

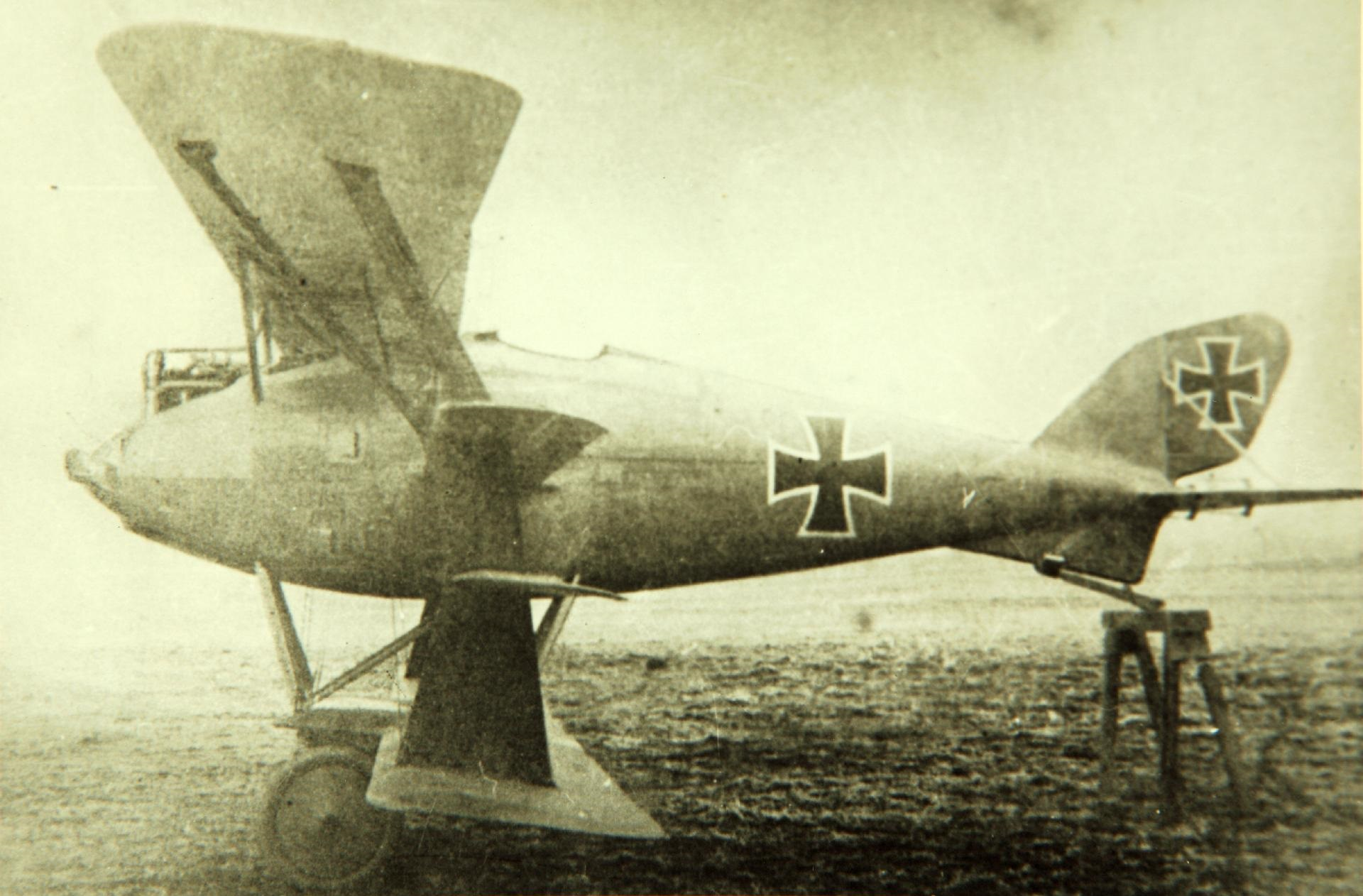
Friedrichshafen FF.54

De Friedrichshafen FF.54 was een Duitse experimentele vierdekker die tijdens de Eerste Wereldoorlog werd ontwikkeld door Flugzeugbau Friedrichshafen GmbH. Het werd voorzien met een 160 pk Mercedes D. IIIa lijnmotor. De bewapening bestond uit twee LMG 08/15 mitrailleurs die door de propeller heen vuurden. Op 31 oktober 1917 werd de FF.54 getest. Helaas verongelukte het toestel direct bij de eerste vlucht. Later werd het toestel herbouwd als driedekker. De tweede vleugel vanaf de bovenkant, werd verwijderd. Maar ook dat was geen succes. De verbeterde versie werd getest in mei 1918. Tijdens die test, gebeurde er opnieuw een ongeval. Hierdoor werd het project in september 1918 gestaakt.